# Jonathan Hinse
Jonathan Hinse, né le 18 février 2006, est un coureur cycliste canadien. Il participe à des compétitions sur route et sur piste.

## Biographie
Jonathan Hinse bascule vers le cyclisme à l'âge de onze ou douze ans, après avoir pratiqué le triathlon. Il s'impose dès sa première course,. Grand espoir québécois, il enchaîne les victoires au niveau provincial. Il se classe également cinquième de l'édition 2023 du Tour de l'Abitibi, tout en ayant remporté une étape. L'année suivante, il remporte de nouveau une étape sur cette même épreuve. Il se distingue par ailleurs sur piste en devenant quintuple champion national junior. Grâce à ses performances, il est sélectionné en équipe nationale pour participer aux championnats du monde juniors, où il se classe septième du scratch.
En 2025, il intègre le Team U LH, un club amateur implanté en France. Il continue toutefois de participer à des compétitions sur piste. Alors qu'il n'a pas encore dix-neuf ans, il parvient à devenir champion du Canada de la course à l'élimination chez les élites. Il s'adjuge aussi une médaille d'argent en poursuite par équipes aux championnats panaméricains, sous les couleurs de la délégation canadienne.

## Palmarès sur piste

### Championnats panaméricains
- Asuncion 2025
  -  Médaillé d'argent de la poursuite par équipes

### Championnats nationaux
- 2024
  -  Champion du Canada du kilomètre juniors
  -  Champion du Canada de poursuite juniors
  -  Champion du Canada de l'américaine juniors
  -  Champion du Canada de l'élimination juniors
  -  Champion du Canada du scratch juniors
- 2025
  -  Champion du Canada de l'élimination
  - 3e du championnat du Canada du scratch

## Palmarèssur route
- 2023
  - Classique des Bois Francs
  - Grand Prix de Sainte-Martine juniors
  - 1re étape du Grand Prix de Charlevoix juniors
  - 3e épreuve des Mardis Cyclistes de Lachine
  - 2e étape du Tour de l'Abitibi
  - 2e étape de la Green Mountain Stage Race juniors
- 2024
  - Ronde Montérégienne :
    - Classement général
    - 2e et 3e étapes

  - 6e étape du Tour de l'Abitibi
- 2025
  - 2e étape du Grand Prix de Charlevoix (contre-la-montre)
  - 2e du Grand Prix d'Oradour-sur-Vayres
  - 3e de La Gouzonnaise